# تعليمة بالدورة
تعليمة بكل دورة (بالإنجليزية: Instruction Per Cycle) في معمارية الحاسوب اختصارا IPC أحد جوانب قياس اداء المعالج و تحديدا متوسط عدد التعليمات المنفذة لكل دورة معالجة وهو مقلوب عدد الدورات لكل تعليمة Cycle per Instruction

## حساب IPC
يجري حساب IPC من خلال تنفيذ كود برمجي ما وحساب عدد التعليمات اللازمة على مستوى لغة الآلة اللازمة لإكمال التنفيذ ثم وبأستخدام مؤقت عالي الدقة لحساب عدد دورات المعالجة المنقضية لأكماله على عتاد صلب حقيقي، النتيجة النهائية هي تحصيل ناتج قيمة قسمة عدد التعليمات على عدد دورات المعالجة.
عدد  التعليمات بالثانية Instruction Per Second و عدد عمليات الفاصلة العائمة بالثانية Floating Point Per Second  لكل معالج يمكن تأويلها إلى حاصل ضرب عدد العمليات لكل دورة Instruction Per Cycle بتردد المعالج Clock Rate و الذي هو عدد الدورات لكل ثانية محسوبا بالهرتز Hertz للمعالجة، عدد التعليمات بكل ثانية Instruction Per Second هو معامل تقريبي لكفاءة اداء المعالج.
عدد التعليمات المنفذة خلال الزمن ليس بثابت لمعالج ما، حيث يدخل في تحديد ذلك عوامل أخرى مثل تفاعل برمجية ما مع المعالج وبالتاكيد تتعلق أيضا بالعتاد الصلب ككل، مثل هرمية الذاكرة

## علاقة التعليمات لكل دورة بأداء المالعج
على كل حال ميزات تصميم المعالج قد تميل إلى إعطاء قيم IPC أعلى من المتوسط، معالج بوحدات حساب ومنطق متعددة Arithmetic Logic Unit «هي دارة رقمية موجودة داخل وحدة المعالجة المركزية مسؤولة عن إجراء كافة العمليات الحسابية وعمليات المقارنة وكذلك فهي توفر إمكانية تخزين المعلومات بشكل مؤقت» و أنابيب تجزئة تنفيذ التعليمات Pipelines أقصر.
مجموعة التعليمات عامل اخر، فمجموعة تعليمات بسيطة قد تعطي IPC أعلى من مجموعة تعليمات معقدة، بشكل عام كلما زاد تعقيد مجموعة التعليمات كلما زادت فعالية أعلى بتعليمات اقل لكل دورة معالج.
في الوقت الحالي عدد عمليات الفاصلة العائمة بالثانية Floating Point Per Second اختصارا FLOPS أو Flop/s أكثر جدوى من حساب حساب IPC لكود برمجي ما وأكثر دقة منه، المصطلح بحد ذاته هو وحدة لقياس عدد معاملات الفاصلة العائمة التي يسري تنفيذها خلال خوارزمية أو عتاد صلب ومدى وقدرة الحفاظ على دقة الجزء العشري على وجه الخصوص.
يمكن حساب عدد ال FLOPS  بالمعادلة